# Hermann Kühn (Architekt)
Hermann Adolf Kühn (* 16. März 1849 in Zeitz, Provinz Sachsen; † 2. August 1902 in Breslau, Provinz Schlesien) war ein deutscher Architekt und Kunstgewerbler.

## Leben
Kühn besuchte die Provinzial-Gewerbeschule Halle und die Gewerbeakademie Berlin. Auch erhielt er eine Ausbildung am Österreichischen Museum für Kunst und Industrie in Wien. Danach wurde er Lehrer für Freizeichnen an der Gewerbeschule in Graz, wo er 1882 die Gutsbesitzerstochter Dora Buß heiratete. Mit der Amtsbezeichnung Professor leitete er als Nachfolger von Carl Johann Lüdecke ab 1881 die Kunstgewerbeschule Breslau und berief 1882 den mit ihm befreundeten Dekorationsmaler Heinrich Irmann als Lehrer einer Fachklasse für Dekorationsmalerei. Als Schulleiter vereinigte Kühn die Gewerbeschule mit der Kunst- und Kunstgewerbeschule Breslau, wobei die Baugewerkschule noch nicht einbezogen wurde. Ab 1893 förderte er – früher als andere Leiter von Kunstgewerbeschulen – verstärkt Frauen als Schülerinnen und Lehrerinnen an der Schule. Nachdem der Kunstgewerbeverein Breslau 1895 eine berufsbildungs- und anwendungsorientierte Umgestaltung der Breslauer Kunstgewerbeschule gefordert und Kühn eine entsprechende Petition an das preußische Kultusministerium gerichtet hatte, wurden Lehrwerkstätten eingerichtet, als erstes eine Lehrwerkstätte für Stickerei. Besonderes Ansehen erwarb seine Schule daraufhin im Bereich des Entwurfs und der Herstellung von Spitzen. Außerdem erarbeitete Kühn einen kunstgewerblich orientierten Lehrplan, der bis 1902 galt. Sein Nachfolger wurde Hans Poelzig. Kommissarisch fungierte Kühn ab 1901 als Konservator der Kunstdenkmäler der Provinz Schlesien.

## Schrift
- Die Entwicklung der Königlichen Kunst- und Kunstgewerbeschule zu Breslau von 1791–1891. Zur Feier ihres 100-jährigen Jubiläums. Breslau 1892.